# دومينيك دريكسلر
دومينيك دريكسلر (بالألمانية: Dominick Drexler)‏ هو لاعب كرة قدم ألماني في مركز الهجوم، ولد في 26 مايو 1990 في بون في ألمانيا. لعب مع باير 04 ليفركوزن وغرويتر فورت ونادي آلن ونادي كولن ونادي ميتييلاند وهولشتاين كيل.

## وصلات خارجية
- دومينيك دريكسلر على موقع قاعدة بيانات كرة القدم.إي يو (الإنجليزية)
- دومينيك دريكسلر على موقع بيانات كرة القدم. دي إي (الألمانية)
- دومينيك دريكسلر على موقع Soccerway.com (الإنجليزية)
- دومينيك دريكسلر على موقع عالم كرة القدم.نت (الإنجليزية)